# CD Vista Hermosa
Club Deportivo Vista Hermosa – salwadorski klub piłkarski z siedzibą w mieście San Francisco Gotera, stolicy departamentu Morazán. Występuje w rozgrywkach Tercera División. Domowe mecze rozgrywa na obiekcie Estadio Luis Amílcar Moreno.

## Osiągnięcia

### Krajowe
- Primera División

| zwycięstwo (1):     | 2005 (A) |
| drugie miejsce (0): | –        |

## Historia
Klub został założony w kwietniu 1999. Początkowo występował w trzeciej lidze salwadorskiej, a w 2003 roku dołączył do drugiej ligi. W 2005 roku po raz pierwszy w historii awansował do salwadorskiej Primera División, pokonując po dogrywce w finale drugiej ligi zespół Coca Cola (5:4).
W jesiennym sezonie Apertura 2005, swoim debiutanckim na poziomie pierwszoligowym, drużyna Vista Hermosa zdobyła mistrzostwo Salwadoru, pokonując w finale po dogrywce Isidro Metapán (2:0). Dzięki temu w 2006 roku wziął udział w międzynarodowych rozgrywkach Copa Interclubes UNCAF, odpadając w nich w 1/8 finału po dwumeczu z kostarykańskim Alajuelense (0:1, 1:2). W 2009 roku zespół przeniósł się z Estadio Luis Amílcar Moreno na nowo otwarty obiekt Estadio Correcaminos. Ogółem klub występował w najwyższej klasie rozgrywkowej przez siedem lat (2005–2012), po czym spadł do drugiej ligi. Mierzył się wówczas problemami organizacyjnymi (w 2010 roku członek zarządu Cristóbal Benítez został aresztowany za przemyt narkotyków) i finansowymi.
Bezpośrednio po relegacji klub zakończył działalność – został przeniesiony do miasta Nueva Guadalupe w departamencie San Miguel i zmienił nazwę na Vista Hermosa-Guadalupano, a po kilku miesiącach na CD Guadalupano. 
W 2017 roku klub Vista Hermosa został reaktywowany i dołączył do czwartej, a następnie trzeciej ligi salwadorskiej.

### Rozgrywki międzynarodowe
| Sezon | Rozgrywki              | Runda | Klub        | Dom | Wyjazd | Ogólnie |
| ----- | ---------------------- | ----- | ----------- | --- | ------ | ------- |
| 2006  | Copa Interclubes UNCAF | 1/8   | Alajuelense | 1:2 | 0:1    | 1:3     |